# Oxya rikuchuensis
Oxya rikuchuensis är en insektsart som beskrevs av Ichikawa 2001. Oxya rikuchuensis ingår i släktet Oxya och familjen gräshoppor. Inga underarter finns listade i Catalogue of Life.